# Silvio Ivandija
Silvio Ivandija (Osijek, 28. rujna 1964.) bivši je hrvatski rukometaš, danas rukometni trener.
Za seniorsku reprezentaciju igrao je na Mediteranskim igrama 1997. godine.

## Trenerska karijera
20. listopada 2016. postao je trener PPD Zagreba. Na klupi PPD-a bio je sve do ožujka 2017., kada ga Zagrebaši smijenjuju zbog dva poraz od Veszpréma i ispadanja iz Lige prvaka.